# Auerburg
Die Auerburg ist die Ruine einer Felsenburg auf einem 543 m ü. NHN hohen Felsen oberhalb von Oberaudorf, einer Gemeinde im oberbayerischen Landkreis Rosenheim im oberen bayerischen Inntal. Teile der Anlage sind unter der Aktennummer D-1-87-157-2 als Baudenkmal verzeichnet. „Untertägige mittelalterliche und frühneuzeitliche Befunde im Bereich der Ruine Auerburg in Oberaudorf sowie Höhensiedlung der Bronzezeit“ werden als Bodendenkmal unter der Aktennummer D-1-8339-0007 geführt.

## Geschichte

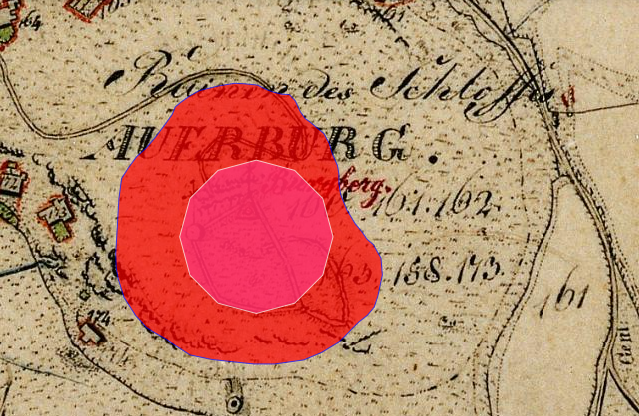
Lageplan der Auerburg auf dem Urkataster von Bayern

Archäologische Funde belegen, dass der Burgfels bereits in der Bronzezeit besiedelt war und hier schon im 12. Jahrhundert eine erste Burganlage von Ortsadeligen stand. Der Besitzübergang von den Grafen von Falkenstein zu den Wittelsbachern ist nicht genau datierbar. Erstmals erwähnt wird die Auerburg im Wittelsbacher Hausvertrag von Pavia 1329. Die Burg lag strategisch günstig zwischen den Burgen Kufstein, Thierberg und Kirnstein und sicherte den bayerischen Herzögen die Position im Inntal. So wird um 1350 die Auerburg schon als Gericht und Amtssitz eines Pflegers genannt. Seit dem 15. Jahrhundert wurde der Gerichtsbezirk in die Hauptmannschaften Kiefersfelden, Nieder- und Oberaudorf sowie Fischbach gegliedert. Ende des 15. Jahrhunderts wurde die Burg durch den Bau einer Barbakane verstärkt. Nach dem Bayerischen Erbfolgekrieg (1503–1505) gingen die Gerichte Kufstein, Kitzbühel und Rattenberg an die Habsburger verloren. Die Auerburg war von nun an Grenzveste zu Tirol und wurde entsprechend nochmals verstärkt. Um 1700 war die Auerburg eines der stattlichsten Burgschlösser des Inntales, wie ein Kupferstich von Michael Wening aus dem Jahr 1701 zeigt. Im österreichischen Erbfolgekrieg eroberten österreichische Truppen am 4. Mai 1743 die Auerburg. Nach dem Frieden von Füssen 1745 wurde die Festung 1747 durch Kitzbüheler Bergknappen geschleift. Es sind heute nur noch geringe Reste der Burg sichtbar.
Vermutlich war die Höhlenburg Luegstein eine Voranlage der Auerburg.

## Ausgrabungen
Archäologiestudenten der Universität Bamberg untersuchten in Zusammenarbeit mit dem Büro für Burgenforschung Dr. Zeune von 1992 bis 1998 die Burganlage. Dabei wurden verschüttete Mauerreste freigelegt und 1994 der historische Burgzugang wieder mit einer Holzbrücke versehen. Das Ausgrabungsgelände ist heute frei zugänglich. Es wird zur Verhinderung von Pflanzenbewuchs von Lamas beweidet. Im an der Straße nach Kiefersfelden befindlichen spätmittelalterlichen Burgtor, das einen engen Durchlass zwischen den Felshängen bildet und die wichtige Handelsstraße nach Italien überwachte, befindet sich heute das Museum im Burgtor mit dem Schwerpunkt Auerburg. Es besteht seit 1991.

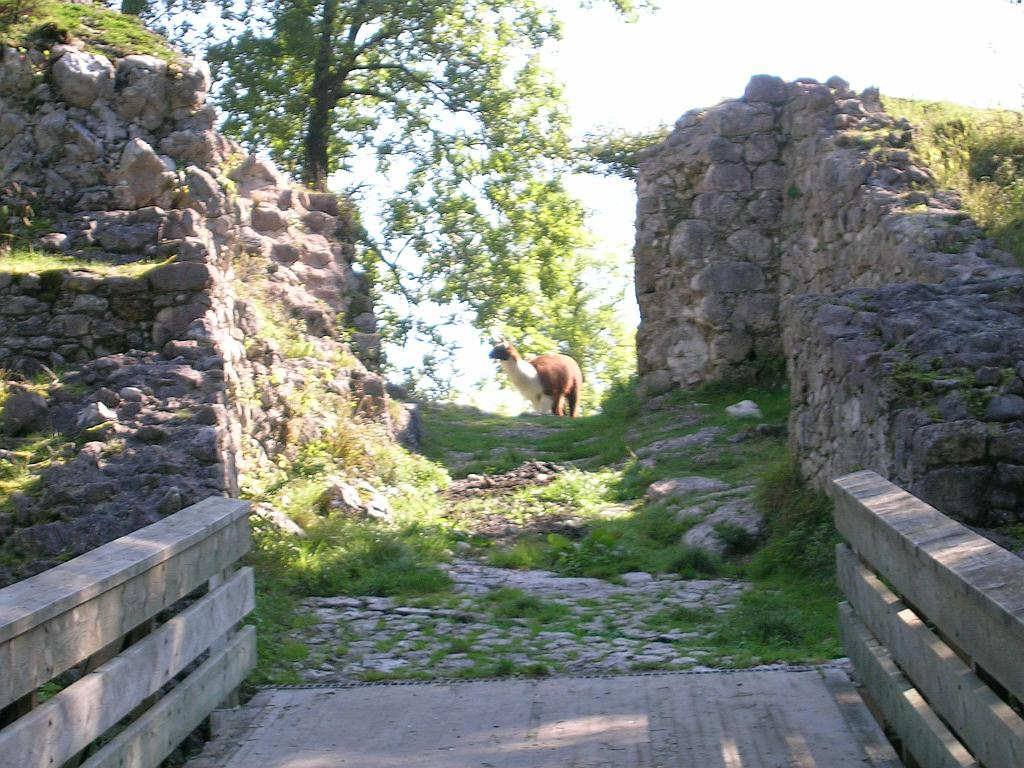
Historischer Burgzugang, Lama
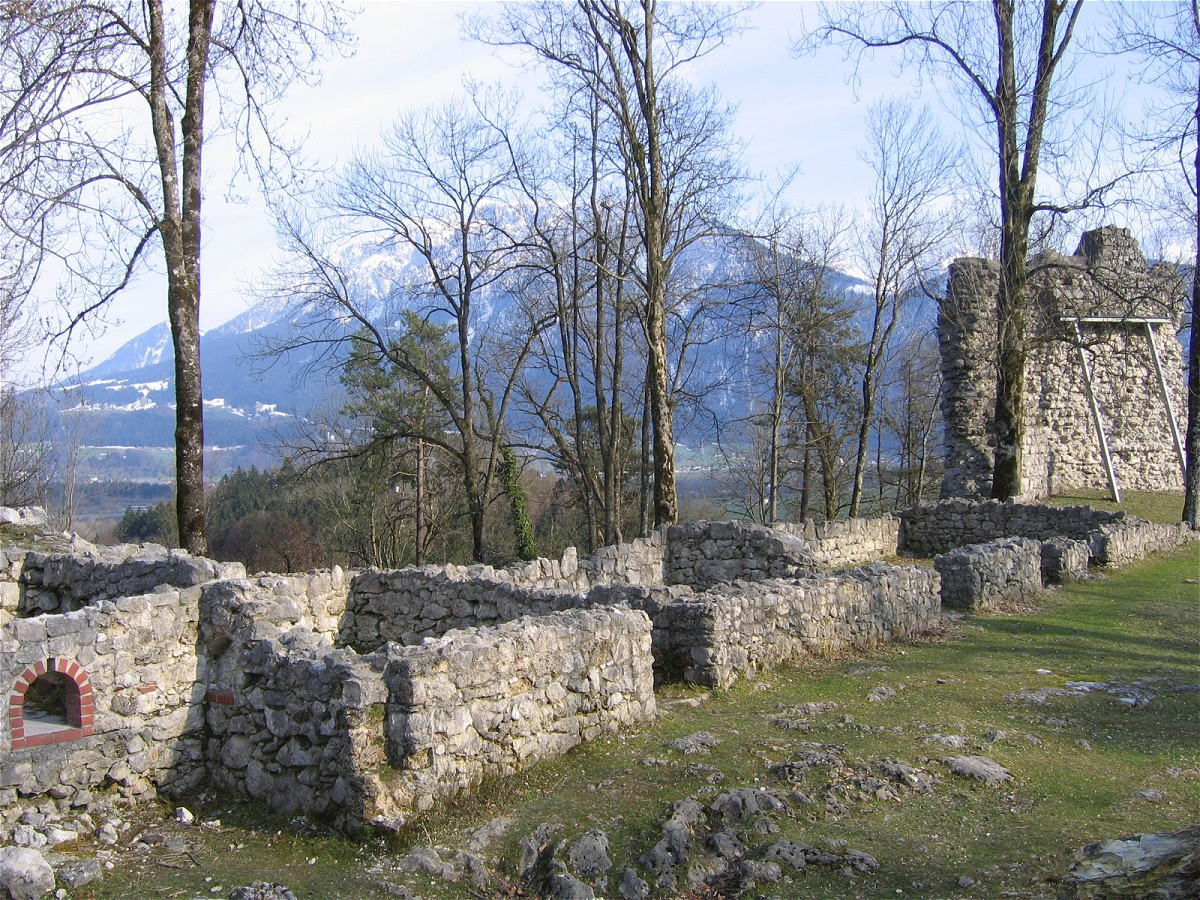
Ruine der Auerburg
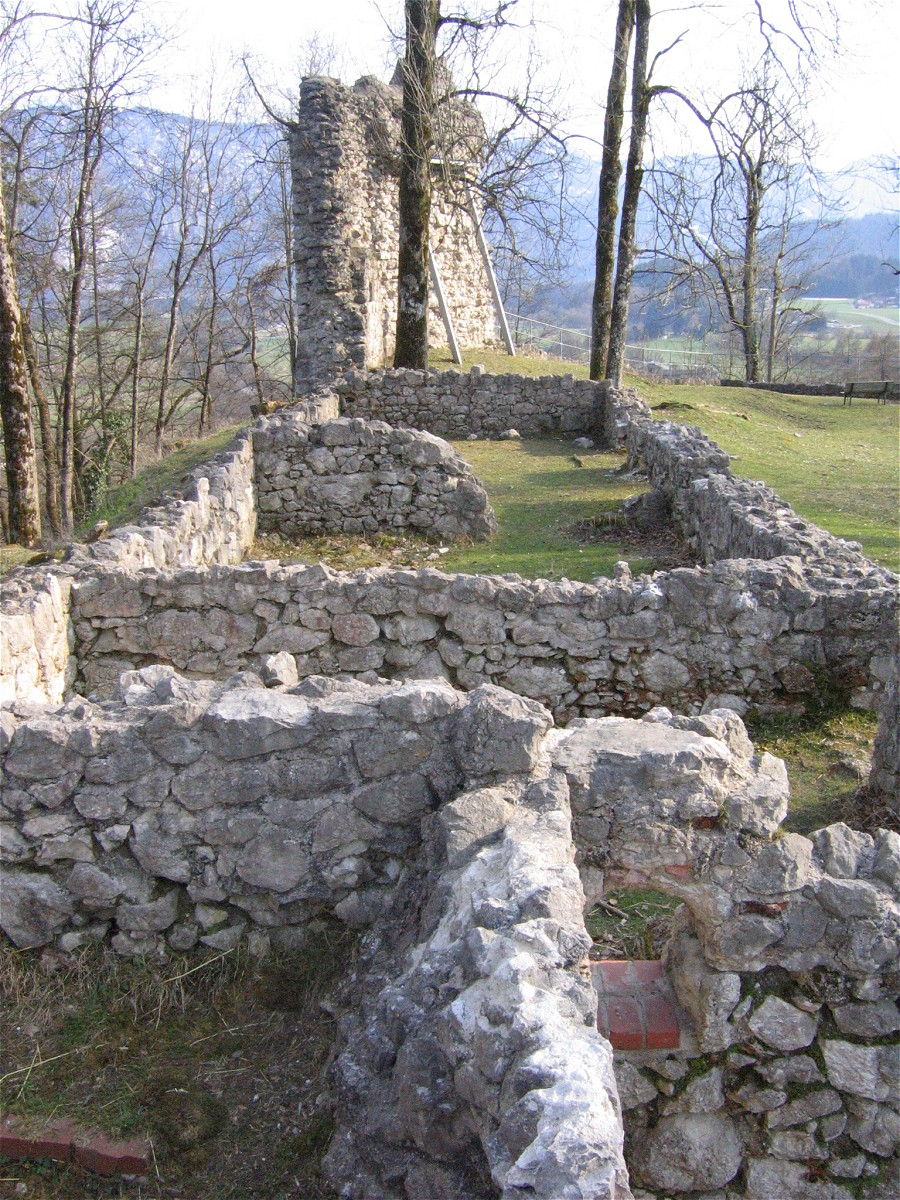
Ruine der Auerburg
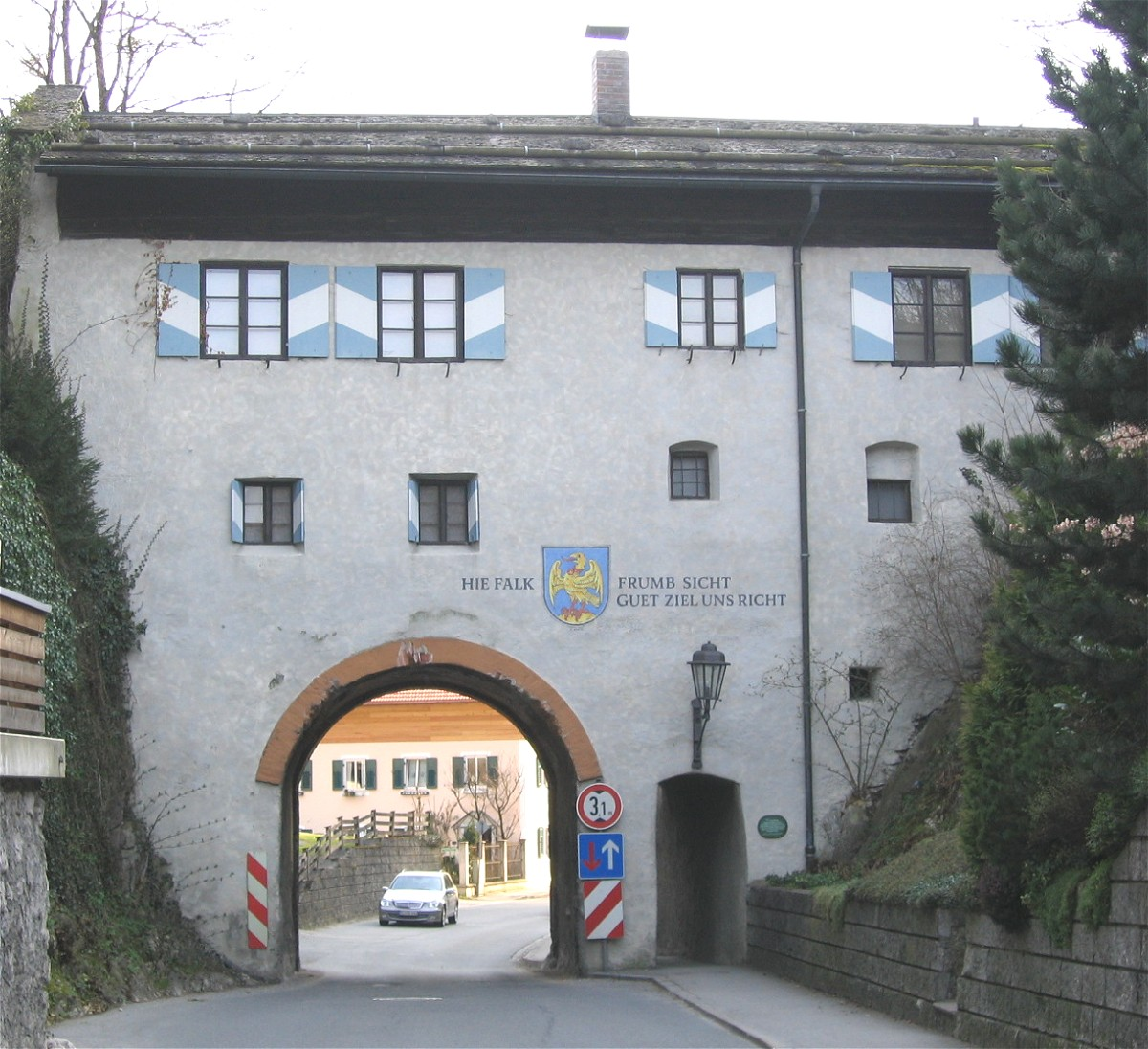
Burgtor mit dem Wappen der Gemeinde Oberaudorf und der Inschrift HIE FALK FRUMB SICHT GUET ZIEL UNS RICHT

## Sagen
Die Burg ist mit einer Sage verknüpft. Die Sage von „Drei heidnischen Jungfrauen auf der Auerburg“ berichtet von drei Schwestern, die man die „heidnischen Jungfrauen“ nannte. Zwei von ihnen betrogen ihre blinde Schwester. Als diese es bemerkte, reagierte sie mit einem fürchterlichen Fluch. Seitdem sei die Burg bis auf die Ringwälle untergegangen.